# Левіафан (фільм, 2014)
Левіафан (рос. Левиафан) — фільм-драма російського кінорежисера Андрія Звягінцева. Згідно зі старозавітною Книгою Йова Левіятан був морським страховиськом. Англійський філософ XVII ст. Томас Гобс у книзі «Левіафан» порівняв державну систему з Левіафаном, що знищує людську природу, свободу. Фільм показує соціальне життя в епоху перемін, проводячи паралелі поміж життям праведного Йови та сучасного грішника, якого не цікавить сенс життя.
Світова презентація відбулась 23 травня 2014 на 67-му Каннському кінофестивалі в рамках головного конкурсу.
Висунутий номінантом на 87 церемонії вручення Премії «Оскар» за найкращий фільм іноземною мовою.

## Сюжет
У північному селищі Прибережному біля Баренцового моря живе автослюсар Миколай Сергєєв із другою дружиною Лілією та сином Романом від першого шлюбу. Він приятелює з поліціянтом Полівановим і його дружиною. Корумпований мер міста бажає знести його будинок, автомайстерню для будівництва особливо важливої будівлі — власного опрічного будинку. Сергєєв програє два суди, а за встановлену судом суму викупу придбати нове помешкання неможливо. Сергєєв звертається до свого армійського товариша Дмитра Селезньова, який є відомим у столиці адвокатом. Той доходить до висновку, що єдиним засобом боротьби проти мера наразі є лише компромат на нього.
Адвокат показує меру теку з компроматом, натякає на знайомство з впливовими політиками та пропонує припинити переслідувати Сергєєва, виплативши йому за майно суму, визначену незалежним оцінювачем (3,5 млн рублів замість 649 тисяч). Після цього адвокат в готелі займається сексом з Лілією, яка першою почала його зваблювати.
Утішений Сергєєв з сім'єю та друзями організовує пікнік, під час якого Роман неподалік місця пиятики помічає Лілію разом з адвокатом у недвозначному положенні. Поміж Сергєєвим і Селезньовим відбувається бійка.
Наляканий мер радиться із суддею, прокурором, начальником поліції та єпископом, який навчає його «показати силу». Адвоката заманюють у безлюдне місце, б'ють, погрожуючи вбивством. Адвокат повертається до Москви, водночас Сергєєв намагається пробачити Лілії. Та, після сварки з Романом, іде на берег моря і перестає відповідати на телефонні дзвінки та, зрештою, гине за невідомих обставин. Сергєєва арештовують за підозрою у вбивстві та присуджують 15 років ув'язнення, а дім руйнують. Задоволений мер після вироку каже: «Знатиме тепер до кого приставати».
У фіналі єпископ у присутності мера, губернатора читає проповідь у церкві, збудованій на місці будинку Сергєєва.

## Відгуки
Багато критиків відзначають, що у фільмі немає позитивних героїв, усі зраджують усіх. 
Західна преса відзначила фільм як один із найкращих у 2014 (Sight & Sound), критикою путінської Росії (The Guardian, International Business Times) та беззубим фільмом, що підкреслює споконвічність корупції, релігійного лицемірства в Росії й після якого Путін може спокійно спати (London Evening Standard). У Росії виявилась неоднозначна позиція двох діаметрально протилежних таборів — від підкреслення можливого несприйняття фільму публікою через показ життя, де бог і віра замінені ритуалами та риторикою (Искусство кино, Новая газета, Meduza, 12.01.2015) до звинувачень в антиросійському спрямуванні (НТВ,,), закликів заборони показу (ВВС,).
На початок 2015 фільм має значні проблеми з отриманням дозволу на показ у Росії через присутність ненормативної лексики у  героїв.

## Актори
- Олексій Серебряков  — Миколай Сергєєв, автослюсар, чоловік Лілії, батько Романа
- Олена Лядова  — Лілія Сергєєва, дружина Миколая, мачуха Романа , що працює на рибзаводі біля транспортеру та нудьгує від одноманітного життя
- Володимир Вдовиченков  — Дмитро Селезньов, старий друг Миколая, член Московської колегії адвокатів.
- Роман Мадянов  — Вадим Шелевят, мер  міста, для якого місцеві мешканці «комахи, що тонуть у лайні»
- Олексій Розін[ru]  — сержант поліції Павло Поліянов, чоловік Анжели
- Ганна Уколова  — Анжела Поліянова, подруга Лілії Сергєєвої, дружина Павла Поліянова
- Валерій Гришко[ru]  — єпископ
- Алла Ємінцева  — Тарасова, суддя
- Сергій Бачурський —   — працівниця прокуратури, полковник поліції Іван Дегтярь ов
- Маргарита Шубіна  — Горюнова, прокурорка
- Дмитро Биковський[ru]  — Ткачук, начальник поліції
- Сергій Романюк  ― епізодична роль[17]
- Марія Скорницька  — працівниця прокуратури
- Ігор Савочкін  — слідчий
- Ігор Сергєєв  — отець Василь, священик
- Леся Кудряшова  — Юля, секретарка мера
- В'ячеслав Гончар  — Василь, водій мера

## Номінант премій
- 67-й Каннський кінофестиваль
  - нагорода за найкращий сценарій — Андрію Звягінцеву і Олегу Негіну
  - номінація на Золоту пальмову гілку
- 32-й Мюнхенський кінофестиваль
  - приз «Найкращий іноземний фільм»[18]
- Лондонський кінофестиваль 2014
  - приз «Найкращий іноземний фільм»[19]
- Кінофестиваль Abu Dhabi Film Festival 2014
  - Гран-прі «Чорна перлина»
  - приз за найкращу чоловічу роль — Олексій Серебряков
- Satellite Award
  - номінація на премію «Найкращий фільм іноземною мовою»
- премія Золотий глобус за найкращий фільм іноземною мовою 2014
- 45-й Індійський міжнародний кінофестиваль[20]
  - премія «Золотий павич» за найкращий фільм
  - премія за найкращу чоловічу роль — О. Серебряков
- премія кіноакадемії Азійсько-Тихоокеанського реґіону[21]
  - головний приз за найкращий фільм року
  - номінація за найкращу операторську роботу
- 22-й міжнародний фестиваль мистецтва кінооператорів Camerimage у Бидгощі, Польща
  - головний приз «Золота Жаба» — Михайло Кричман[22]